# Terme di San Pellegrino
Le terme di San Pellegrino sono situate nell'omonima località della provincia di Bergamo, in Lombardia.

## Storia
Le proprietà terapeutiche delle acque di San Pellegrino sono note dal XII secolo. Il loro sfruttamento commercialmente iniziò intorno al 1760 con la creazione di un casello fornito di sedili e di una vasca di legno dirimpetto a una delle due polle in uso che sgorgava dalla roccia e che permettevano l'accesso diretto dei visitatori alle fonti delle acque termali]. Tra il XVIII e il XIX secolo, le autorità della Repubblica cisalpina prima e dell'Impero asburgico poi migliorarono le vie di accesso alla val Brembana favorendo l'afflusso dei visitatori e stimolando le proposte di ampliamento delle derivazioni delle due fonti iniziali d'acqua sorgiva. La costruzione di un primo stabilimento dei bagni permise l'organizzazione delle cure con l'assistenza di addetti alla somministrazione delle acque. A partire dal 1830, i proprietari e l'amministrazione comunale misero a punto i lavori di sistemazione delle località dove sono ubicate le fonti e la creazione di un vero e proprio locale balneario adibito alla fruizione delle acque termali accompagnata da una intensa campagne pubblicitarie sui giornali mentre il via vai di migliaia di visitatori ogni anno fece sorgere alberghi e gli altri esercizi commerciali.
Nel 1899, l'avvocato milanese Cesare Mazzoni fondò la Società anonima delle Terme di San Pellegrino, che incaricò l'ingegner Luigi Mazzocchi di progettare e di dirigere i lavori di costruzione dello Stabilimento dei bagni (1899-1901), seguito dal Grand hotel (1902-1904), progettato insieme all'architetto Romolo Squadrelli, a sua volta ideatore del Kursaal o Casinò (1905-1907) e del Teatro (1915) decorati in un maturo stile Liberty. Nel 1906, con l'arrivo del treno e la costruzione di due stazioni ferroviarie, resero questa località termale una delle più frequentate della penisola, con ospiti abituali che arrivavano da tutta Europa.. Guide per le stagioni balneari furono stampate annualmente e i periodici locali pubblicarono a partire dal 1900 la lista settimanale degli ospiti degli alberghi e delle case in affitto nella località termale () per facilitare lo svolgimento delle attività sociali. La Società Telefonica Bergamasca, fondata nel 1904,stabilì il collegamento telefonico con Bergamo a metà del 1907.
Le cure termali sono state chiuse nel 2006 e il vecchio edificio è stato riutilizzato per gallerie d'arte. Le nuove terme sono state inaugurate il 18 dicembre 2014 presso l'ex Hotel Terme Milano e aperte al pubblico il 19 dicembre 2014.

## Lo stabilimento dei bagni
La costruzione dello stabilimento dei bagni nei primi anni del Novecento fu una fortunata operazione commerciale che si rivolgeva a un pubblico medio-alte e che quindi si concretizzò in un fastoso complesso decorato da artisti e artigiani rinomati che ispirarono la propria opera allo stile floreale e classicheggiante dell'epoca, già in transizione verso il Liberty che proruppe nei successivi Grand hotel e Casinò. La Sala delle bibite è stata adornata con dei delicati affreschi, lodati da un cronista dell'epoca con queste parole:
 L'annesso porticato ospitò i concerti per i visitatori a partire dall'estate 1902.
L'ampliamento della via che collega le terme alla rete viaria cittadina e alla strada provinciale realizzato nel 1910 promosse l'insediamento dei villette in stile Liberty costruiti fino alla metà degli anni Trenta.